# José Vidal
José Vidal (Montevideo, 15 dicembre 1896 – Montevideo, 3 luglio 1974) è stato un calciatore uruguaiano, di ruolo centrocampista.

## Palmarès
- Oro olimpico: 1

Parigi 1924
- Campeonato Sudamericano de Football: 2

1923, 1924